# Libertas Trogylos Basket 2001-2002
La stagione 2001-2002 della Libertas Trogylos Basket è stata la sedicesima consecutiva disputata in Serie A1 femminile.

## Stagione
La società siracusana si è classificata al settimo posto nella massima serie ed è uscita ai quarti dei play-off contro Parma.

## Rosa
| Giocatrici |
| ---------- |

| N° | Naz.                   | Ruolo | Sportivo            | Anno | Alt. |  |
| -- | ---------------------- | ----- | ------------------- | ---- | ---- |  |
|    | Italia (bandiera)      | PG    | Susanna Bonfiglio   | 1974 | 178  |  |
|    | Italia (bandiera)      | P     | Adalgisa Impastato  | 1974 | 178  |  |
|    | Slovacchia (bandiera)  | C     | Zuzana Škvareková   | 1970 | 185  |  |
|    | Stati Uniti (bandiera) | A     | Melissa Fazio       | 1979 | 182  |  |
|    | Giamaica (bandiera)    | A     | Nadine Malcolm      | 1975 | 185  |  |
|    | Stati Uniti (bandiera) | A     | DeMya Walker        | 1977 | 191  |  |
|    | Stati Uniti (bandiera) | AC    | Angelina Wolvert    | 1978 | 191  |  |
|    | Italia (bandiera)      | C     | Tania Ferrazza      | 1974 | 196  |  |
|    | Italia (bandiera)      | G     | Sofia Vinci         | 1966 | 175  |  |
|    | Italia (bandiera)      | A     | Valeria Puglisi     | 1978 | 182  |  |
|    | Italia (bandiera)      | A     | Valentina Bonfiglio | 1979 | 180  |  |

| Staff tecnico                       |
| ----------------------------------- |
| Allenatore: Santino Coppa           |
| Vice allenatore: Giustino Altobelli |